# Обергаузен (Нойбург-Шробенгаузен)
Обергаузен (нім. Oberhausen) — громада в Німеччині, розташована в землі Баварія. Підпорядковується адміністративному округу Верхня Баварія. Входить до складу району Нойбург-Шробенгаузен.
Площа — 31,94 км2. Населення становить 3098 ос. (станом на 31 грудня 2020).